# Villaviciosa (Asturies)
Pour les articles homonymes, voir Villaviciosa.
Villaviciosa est une commune (concejo) située dans la communauté autonome des Asturies en Espagne. Elle est bordée au nord par la mer Cantabrique, au sud par les communes de Sariego, Nava, Cabranes et Piloña, à l'ouest par les communes de Gijón et Siero et à l'est par Colunga.
Elle est connue pour la qualité de son cidre et l'abondance de ses pommiers. Son estuaire, celui de Villaviciosa, est le plus grand des Asturies. Il existe un important port de pêche à Tazones.

## Géographie
L'élément géographique le plus remarquable de la commune est l'estuaire de Villaviciosa, qui s'étend sur un total de 7 km depuis la ville de Güetes, formant un tracé irrégulier à son passage, avant de se jeter dans la mer entre El Puntal et la plage de Rodiles. À droite de l'estuaire, le littoral forme une énorme masse appelée Selorio, qui donne naissance à une autre du même type sur la gauche, appelée Les Mariñes. L'importance de l'estuaire au sein de la commune est telle qu'il détermine la position de la capitale au sein de celle-ci.
La commune se caractérise par de vastes étendues de terrain plat, dont la surface est également modifiée par des collines, des vallées, des hauteurs, des creux et des crêtes qui s'étendent presque en ligne droite des extrémités vers le centre, avec des altitudes faibles et une pente douce. La montagne de Cualmayor, à la limite de Colunga, est la plus haute (322 mètres). Les chaînes de Peón, Cobertoria et Cubera, qui traversent la commune transversalement, sont également importantes. La bande côtière s'étend sur 28 km, mêlant des falaises très abruptes à plusieurs plages, dont la plus longue est Rodiles. 
Comme les autres conseils côtiers de la région, son climat est tempéré et humide. Les températures y sont donc agréables, tant en hiver qu'en été, avec une température maximale moyenne de 18,9 °C en août et une température minimale de 7,7 °C en février. 

## Paroisses
La commune de Villaviciosa se divise en 41 paroisses civiles :
- Amandi
- Ambás
- Argüero
- Arnín
- Arroes
- Bedriñana
- Breceña
- Camoca
- Candanal
- Carda
- Careñes
- Castiello
- Cazanes
- Celada
- Coro
- El Busto
- Fuentes
- Grases
- La Llera
- La Magdalena
- Lugás
- Miravalles
- Niévares
- Oles
- Peón
- Priesca
- Puelles
- Quintes
- Quintueles
- Rales
- Rozadas
- San Justo
- San Martín del Mar
- Santa Eugenia
- Selorio
- Tazones
- Tornón
- Valdebárzana
- Vallés
- Villaverde
- Villaviciosa

## Histoire
Les premières occupations sont attestées par des découvertes datant de l'Épipaléolithique. La persistance du peuplement est confirmée par la découverte de mégalithes, de châteaux-forts et de dolmens dans la ria et dans certaines vallées autour de l'actuelle Villaviciosa. 
Les Romains utilisaient le site comme embarcadère. Dans le royaume des Asturies, les villages d'Amandi, Camoca, Fuentes et Bedriñana ont été créés et placés sous l'autorité de la commune.
Au XIIe siècle, Villaviciosa dépendait d'Oviedo. En commençant par la réorganisation de l'administration sous Alphonse IX, la commune a été confirmée pour la première fois dans ses frontières en 1270 sous Alphonse X. Le monastère de Santa María de Valdediós, situé dans la paroisse voisine de Puelles, se voit confier la juridiction. 
Sous les rois catholiques, une auberge (faisant aussi hospice) fut construite pour les pèlerins se rendant à Saint-Jacques de Compostelle par le Camino del Norte. En 1517, le futur empereur Charles Quint débarqua dans le port de Tazones, situé à proximité, et s'installa dans la Casa de Hevia, qui existe encore aujourd'hui. 
Pendant les guerres napoléoniennes dans la péninsule ibérique, le concejo était une zone d'accueil et de passage pour les troupes espagnoles et napoléoniennes. 

## Patrimoine
Parmi les édifices romans et préromans les plus importants, c'est d'abord l'ensemble architectural formé par l'église San Salvador de Valdediós (El Conventín) du haut Moyen Âge dans la vallée de Valdediós, avec à ses côtés le monastère de Santa María dans la paroisse civile de Puelles, à 8 km de la capitale de la commune. Les premiers moines cisterciens qui ont habité cette vallée verdoyante des Asturies l'ont nommée Valdediós, "vallée de Dieu". Il est inscrit au patrimoine mondial de l'humanité par l'Unesco. 
Outre cet ensemble artistique, d'autres bâtiments ont été déclarés monuments nationaux :
- L'église Santa María de la Oliva, de 1270, se situant entre les styles roman et gothique. Elle possède un portail richement sculpté, et une seule nef avec un toit en bois.
- L'église San Salvador de Priesca, du Xe siècle, avec trois nefs et trois chapelles couvertes d'une voûte en demi-berceau, conservant d'intéressantes peintures murales.
- L'église de San Andrés à Bedriñana, fondée au XIe siècle et conservant des fenêtres et un treillis primitif.
- L'église Santa María de Lugás, sanctuaire de grande dévotion qui est le deuxième pèlerinage de la principauté, construit au XIIIe siècle et qui conserve deux portes romanes et un arc de triomphe.

L'église paroissiale de Villaviciosa, Santa María de la Anunciación, abrite l'image de la patronne de la ville, la Virgen de Nuestra Señora del Portal.
L'architecture civile est également signalée, la ville ayant été déclarée site historico-artistique. Les vestiges d'une ancienne muraille médiévale sont encore visibles à l'intersection des rues Sol et Agua. Les édifices les plus intéressants :
- Le palais des Valdés ;
- Le palais de la tour Pedrera, avec sa chapelle ;
- La maison de Hevia, célèbre pour avoir abritée Charles Quint ;
- La mairie éclectique, datant de 1906 ;
- Les demeures des Indianos, toutes construites entre la fin du XIXe et le début du XXe siècle.

## Galerie

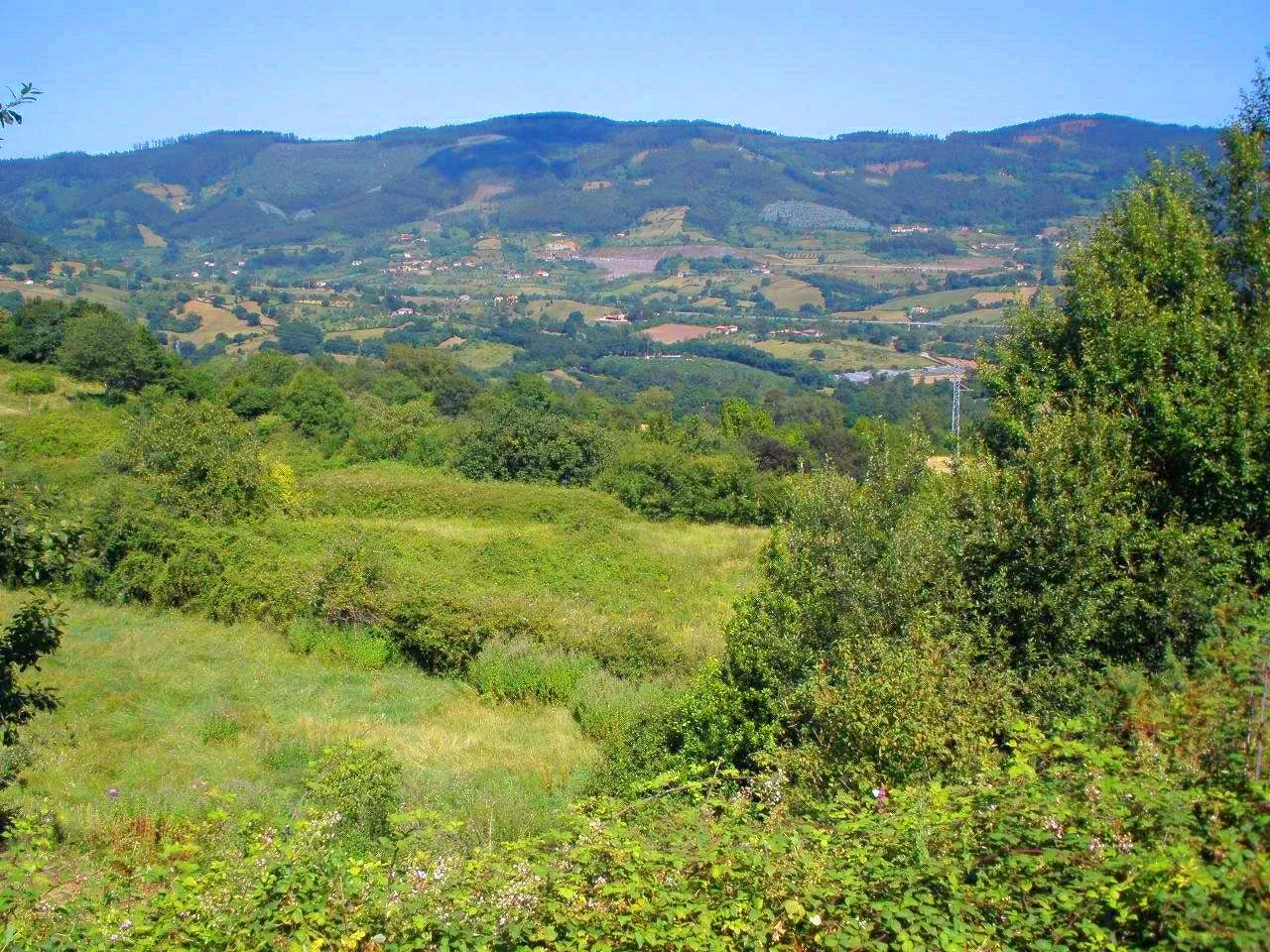
Ambás.
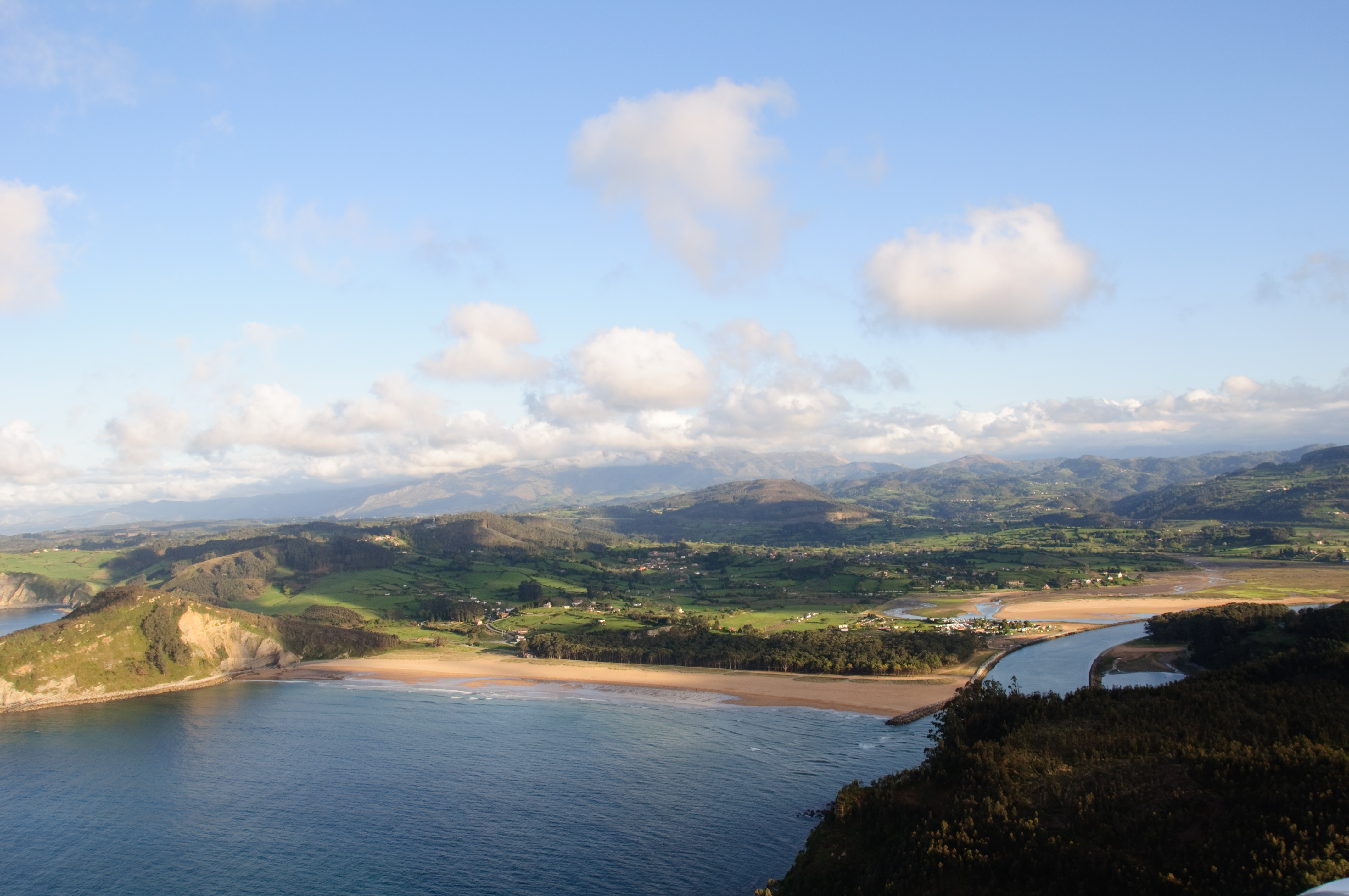
Estuaire de Villaviciosa, avec la plage de Rodiles.
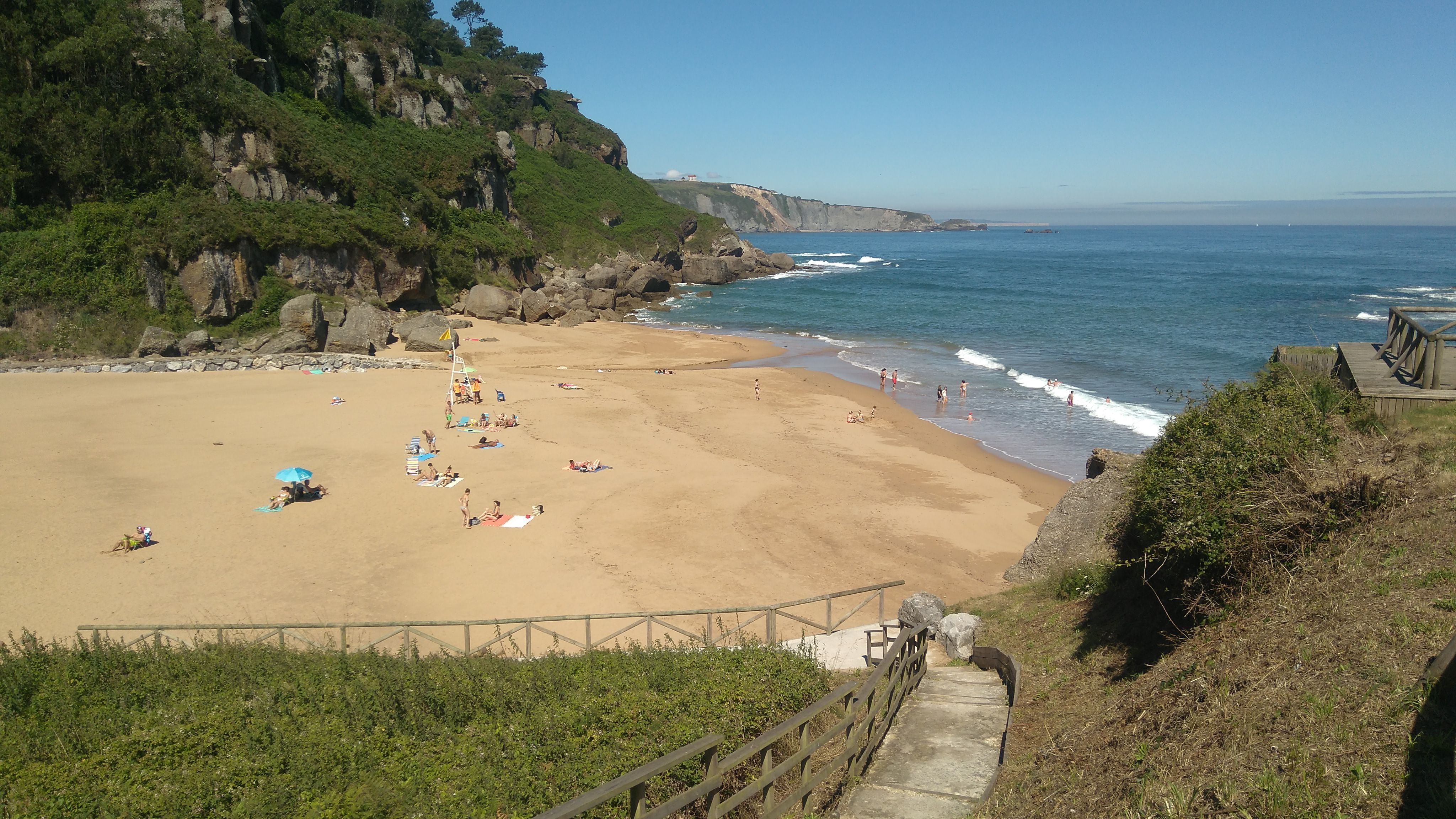
Plage de La Ñora.
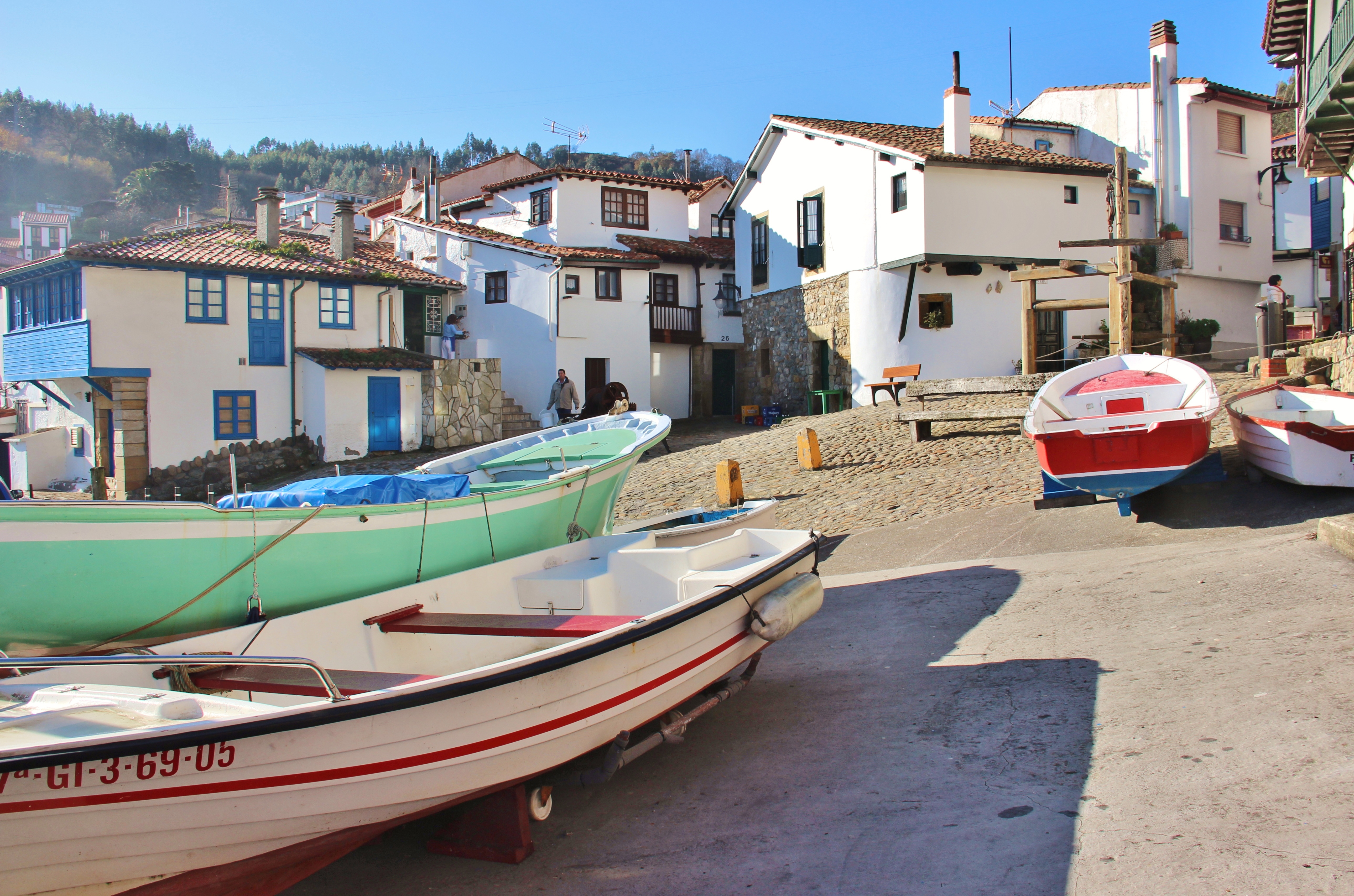
Tazones.
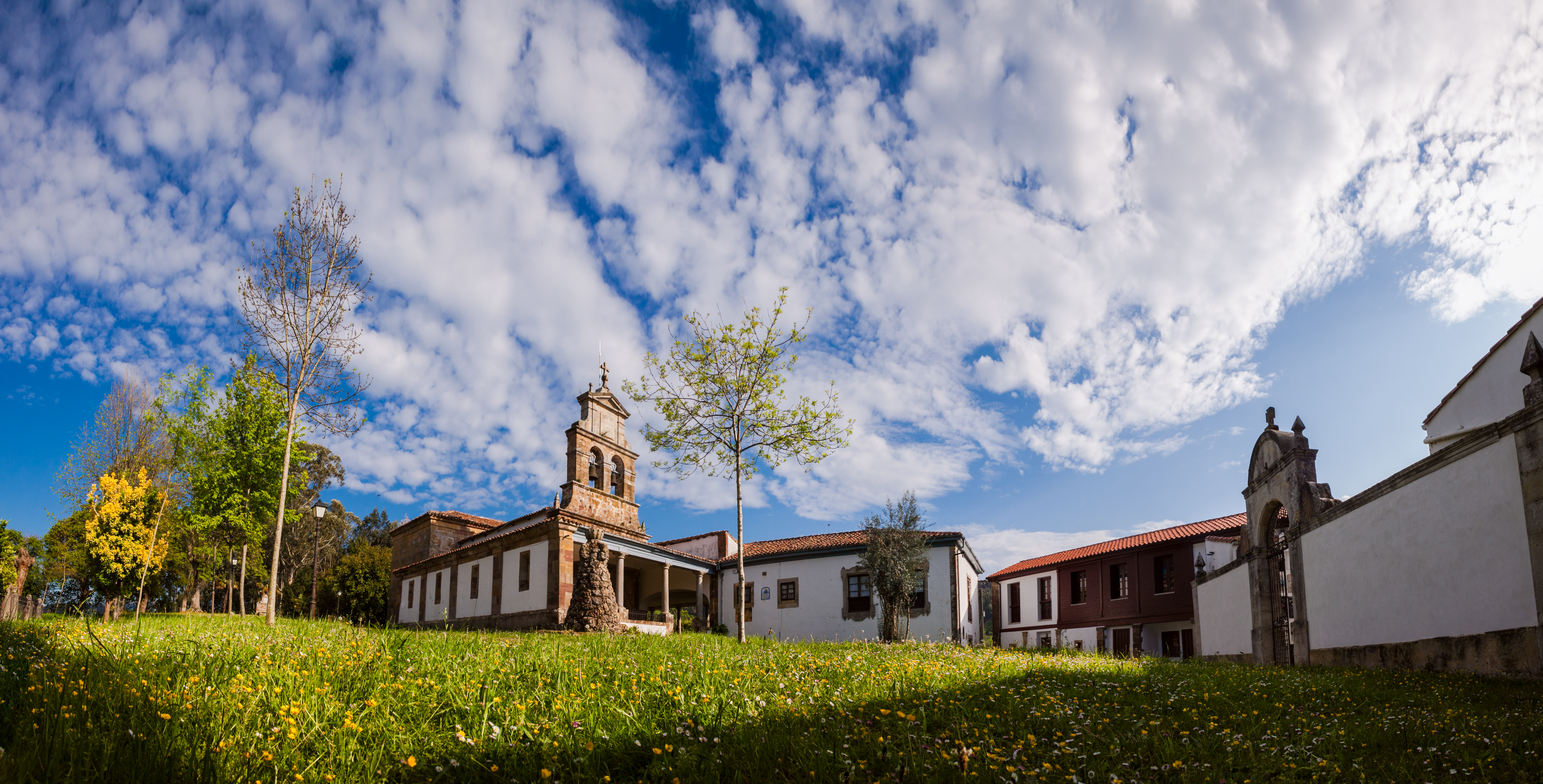
Sanctuaire de la Vierge de Lugás (Nuestra Señora de Lugás).
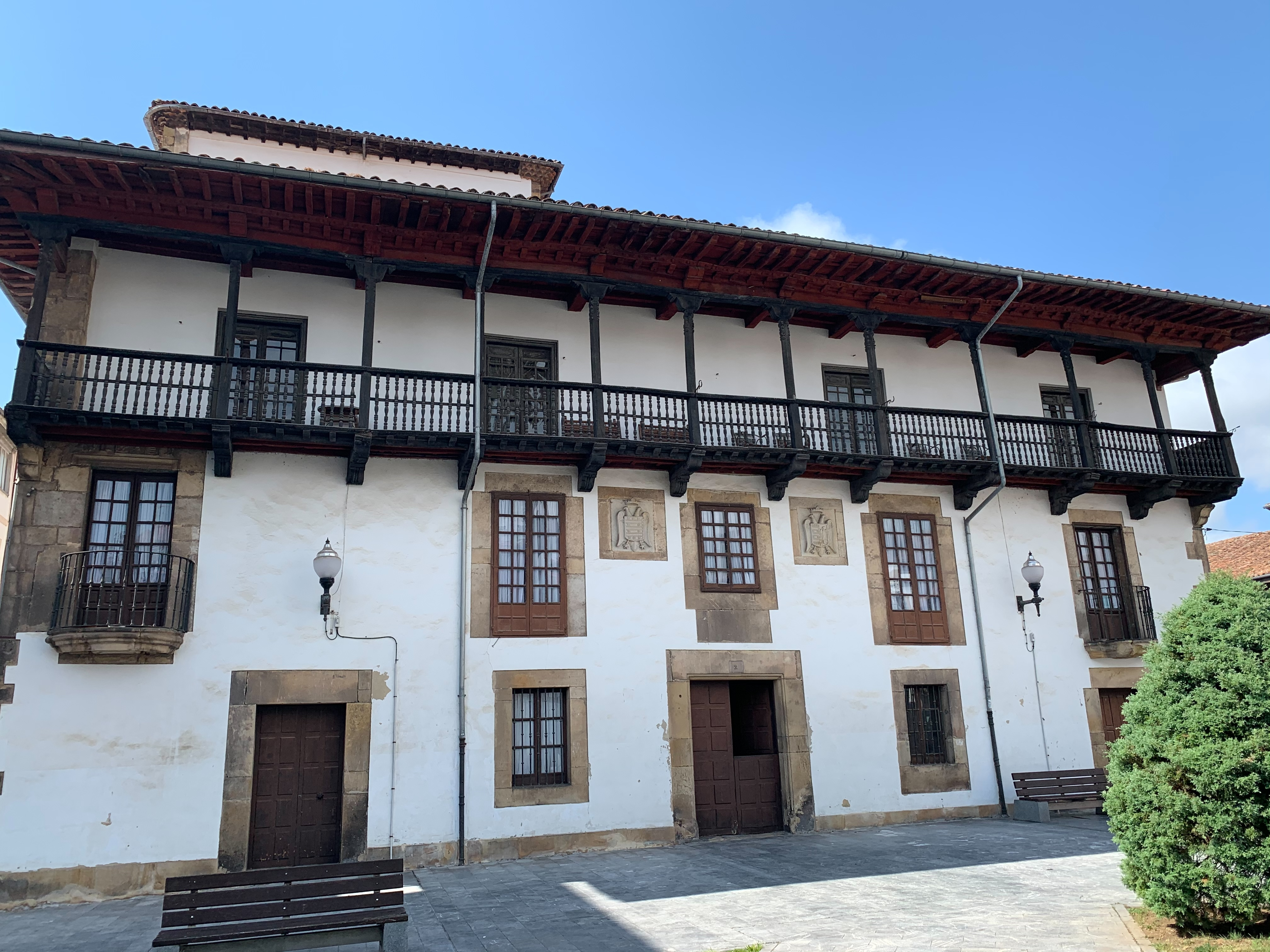
Palais des Valdés, Villaviciosa.
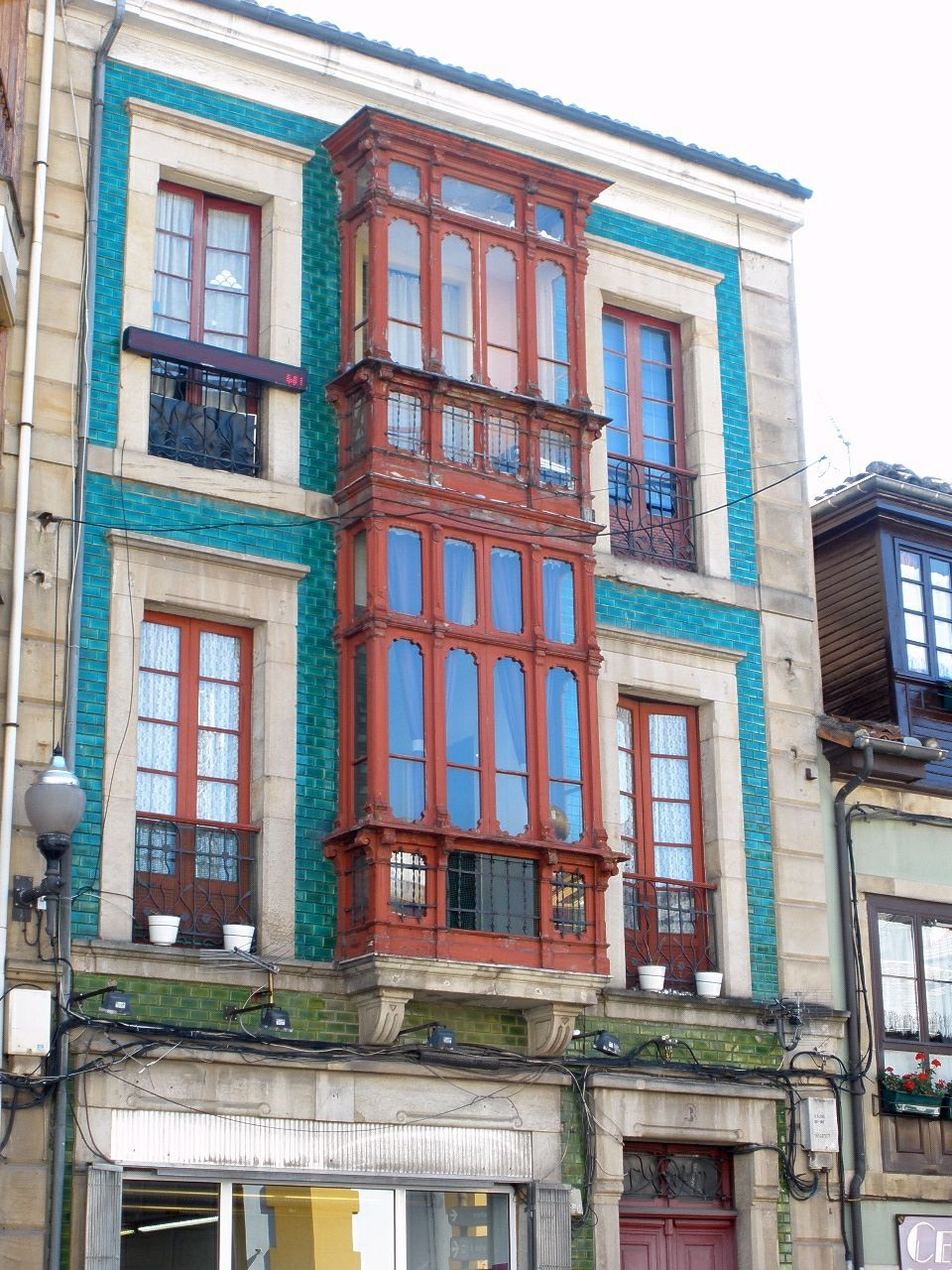
Architecture asturienne à Villaviciosa.
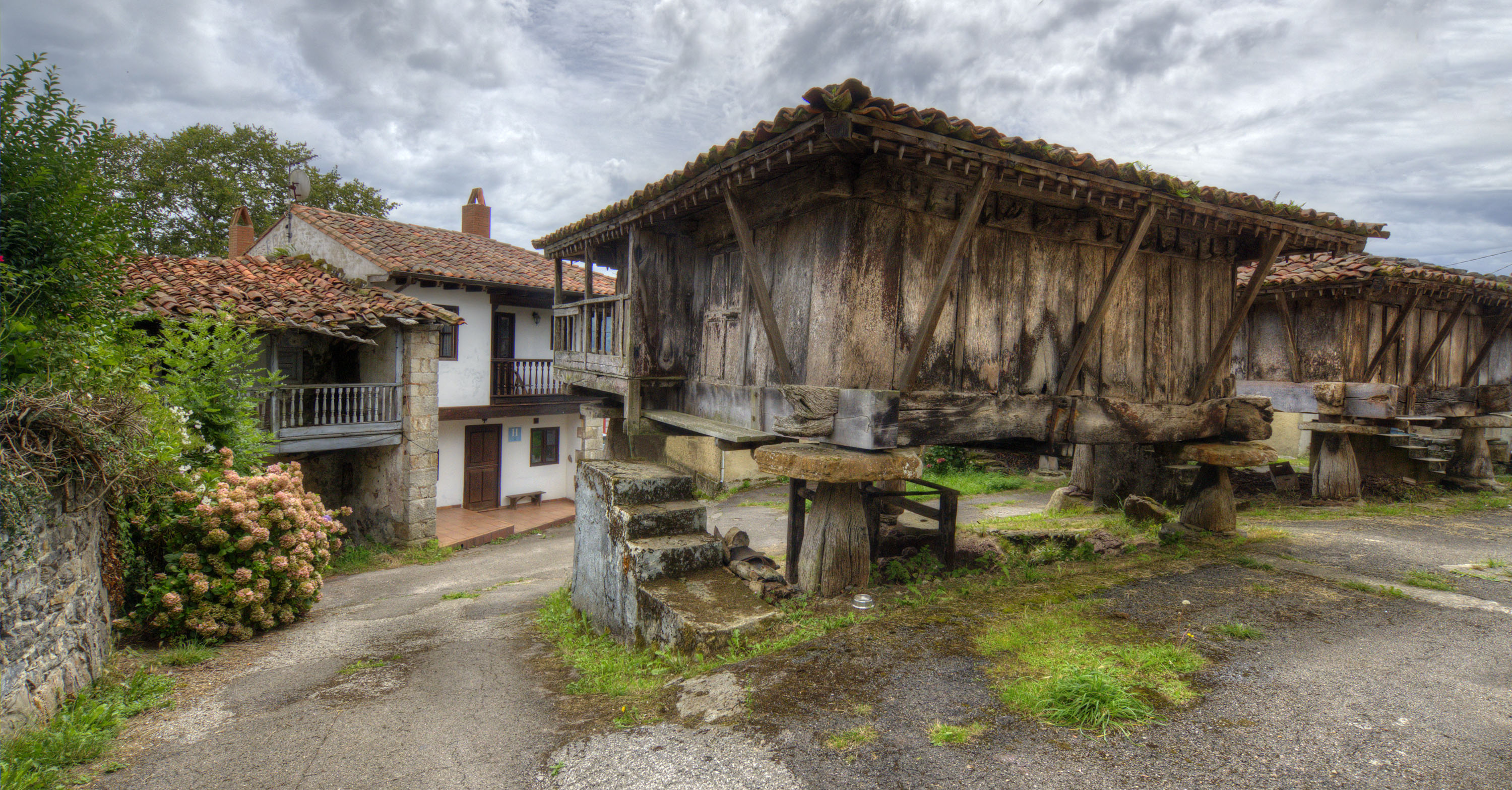
Hórreos à Sietes, Vallés.
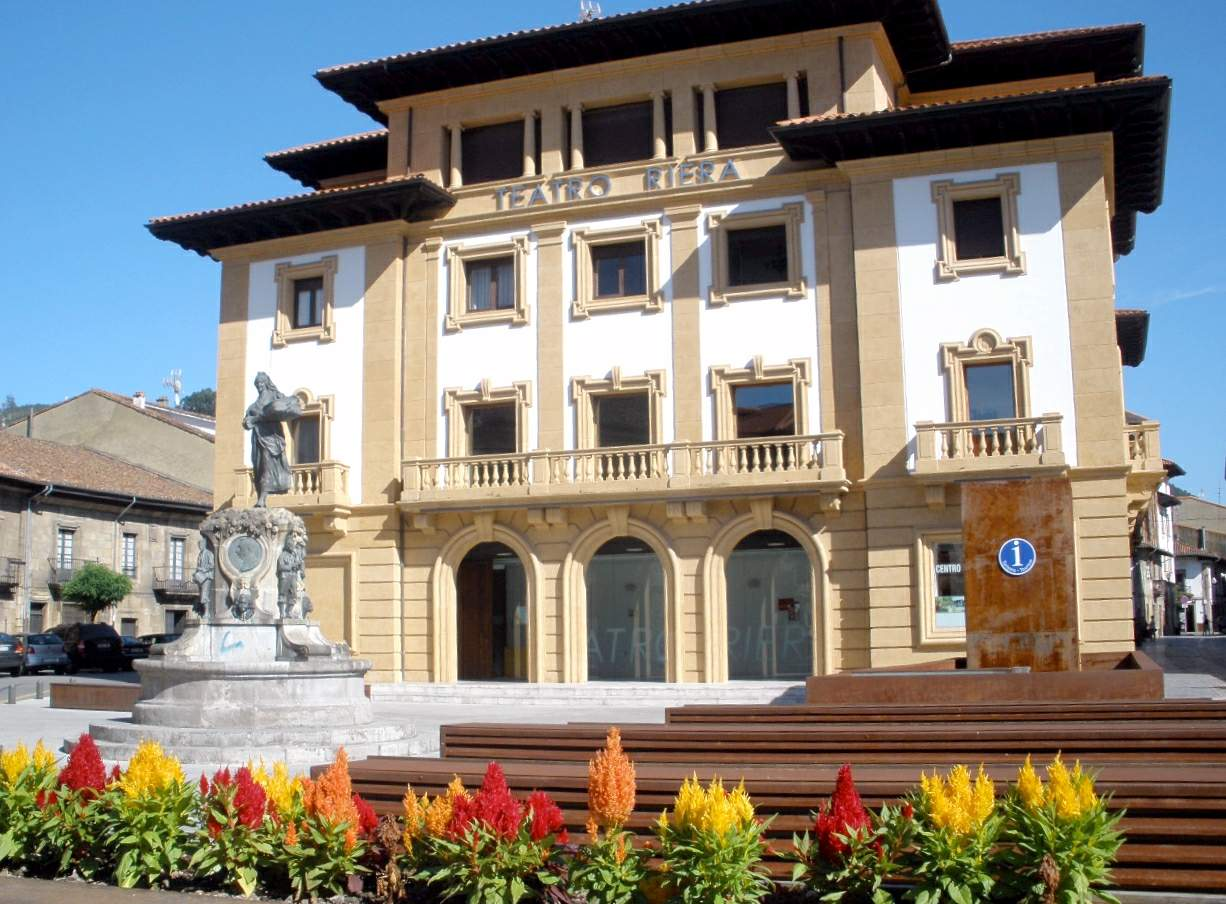
Théâtre  Riera, Villaviciosa.
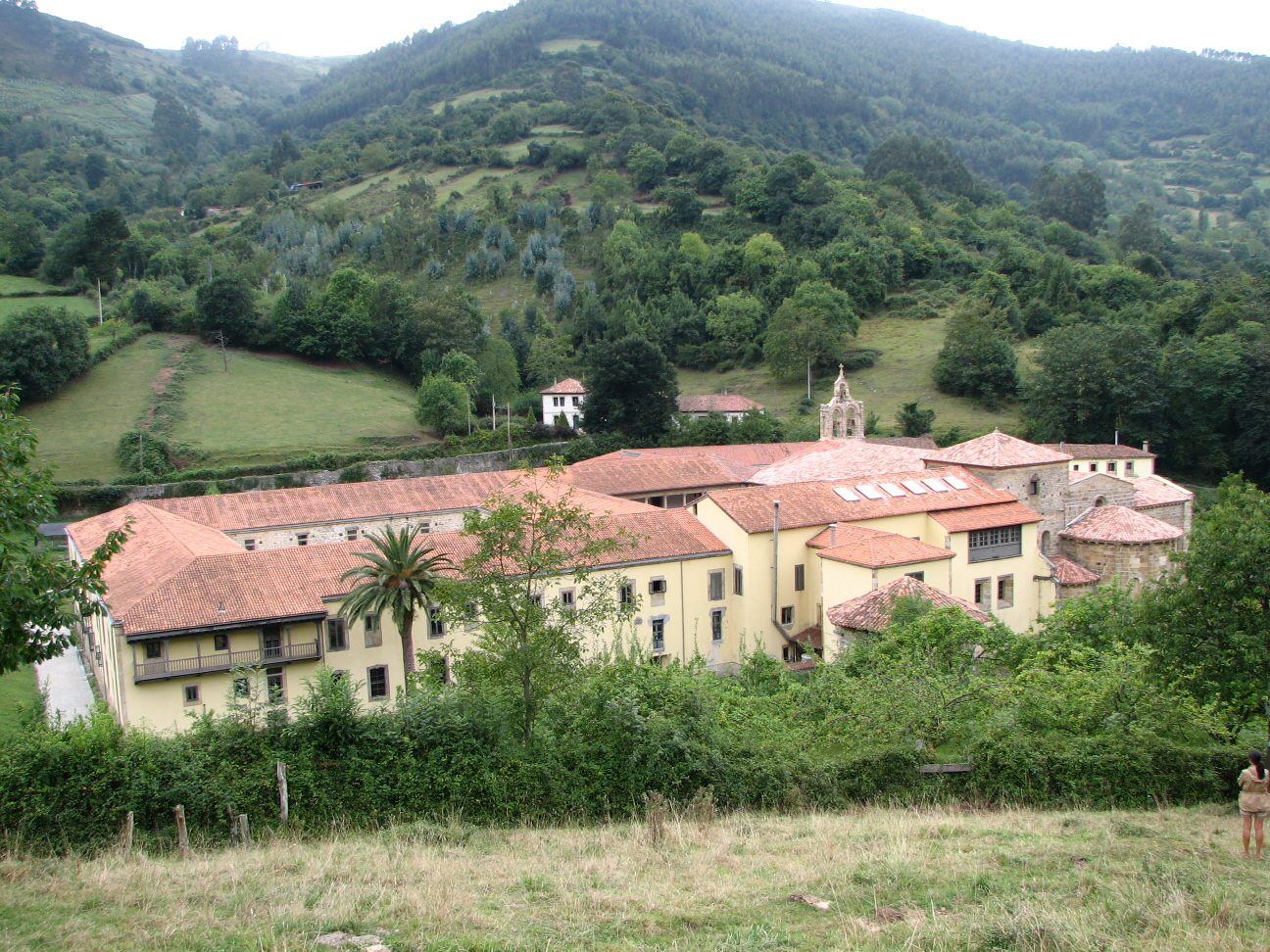
Monastère de Santa María de Valdediós.
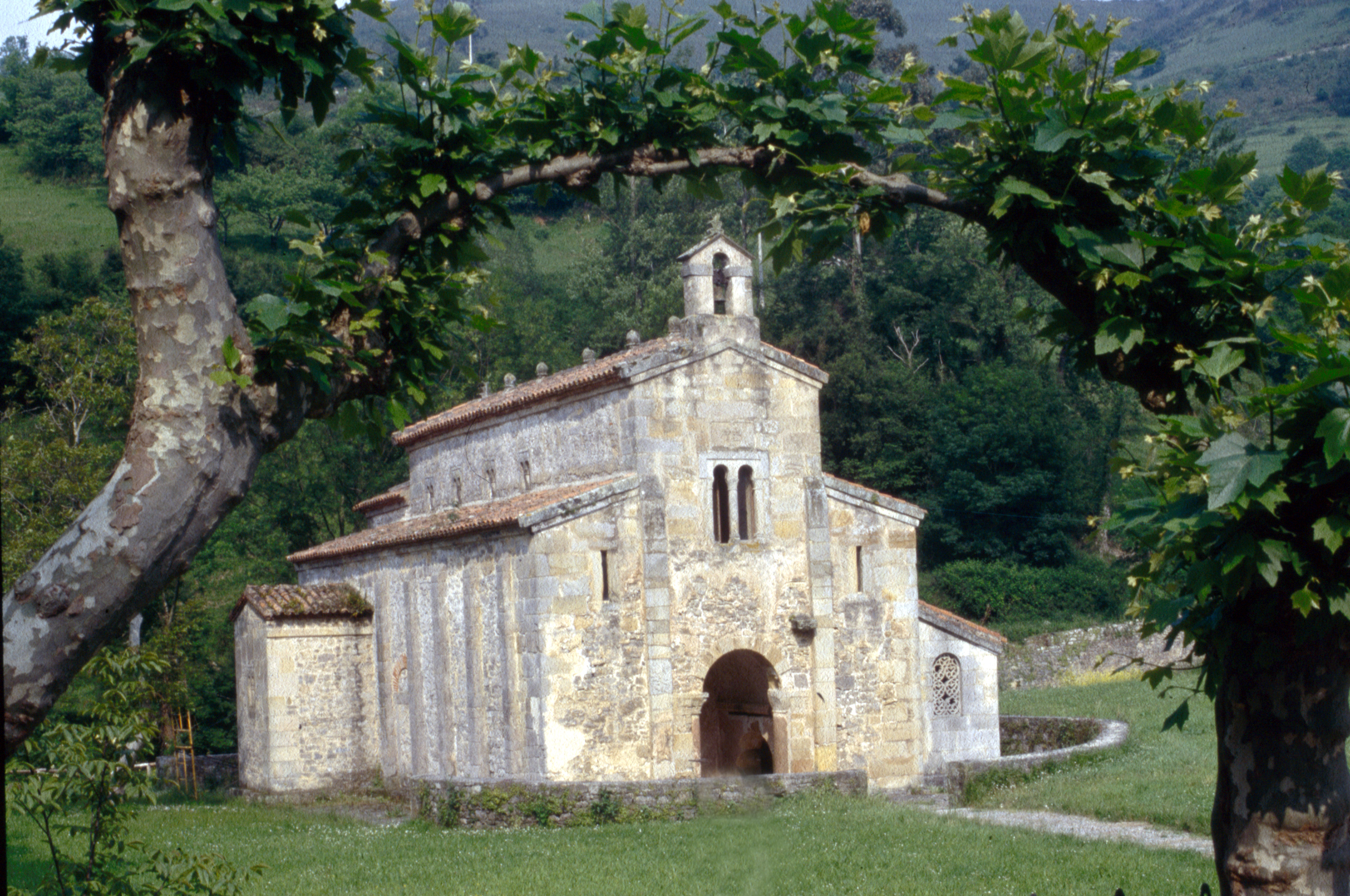
Église San Salvador de Valdediós, Puelles.
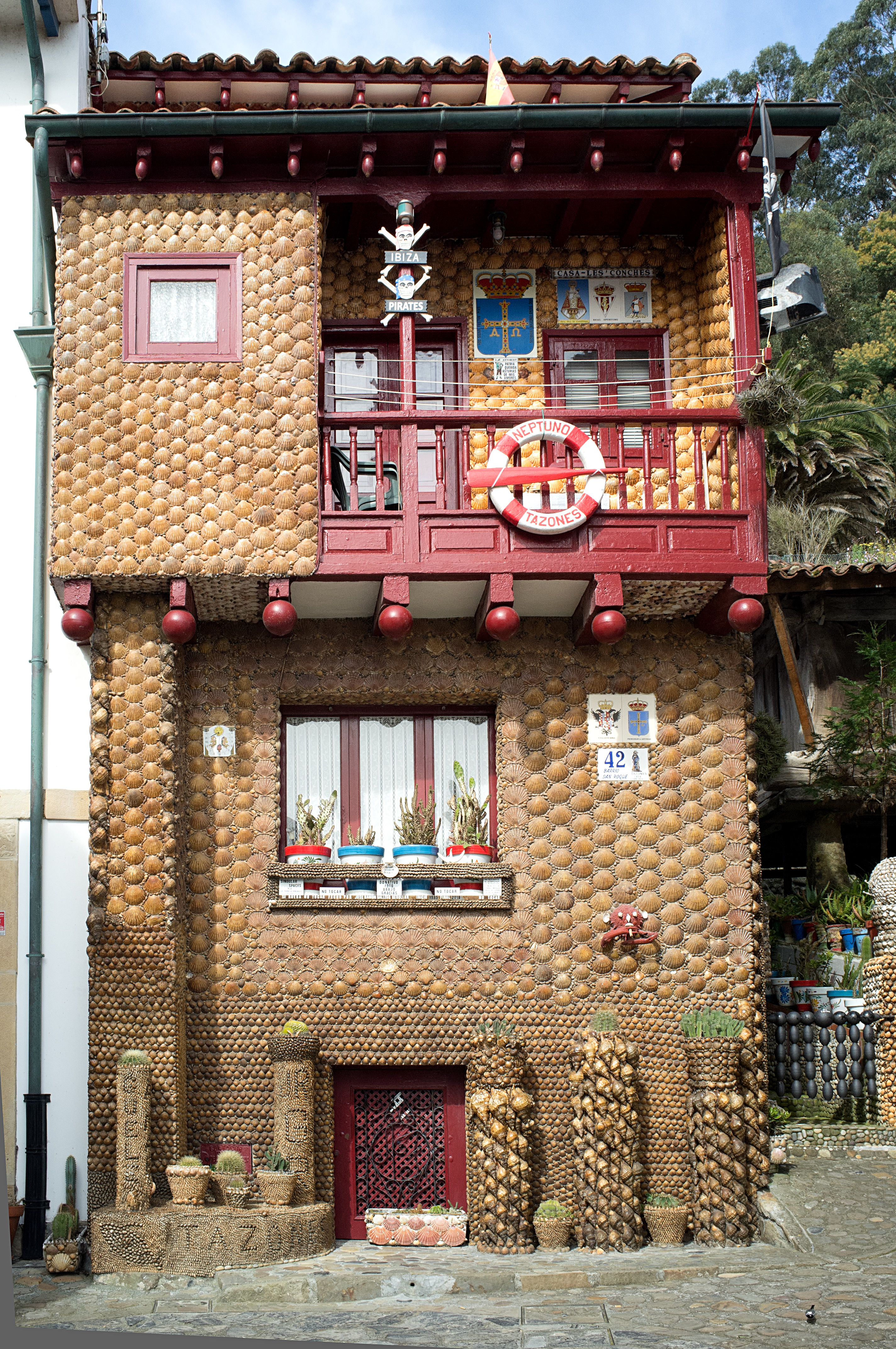
Maison des coquillages, quartier de San Roque, Tazones.